# Gångbord

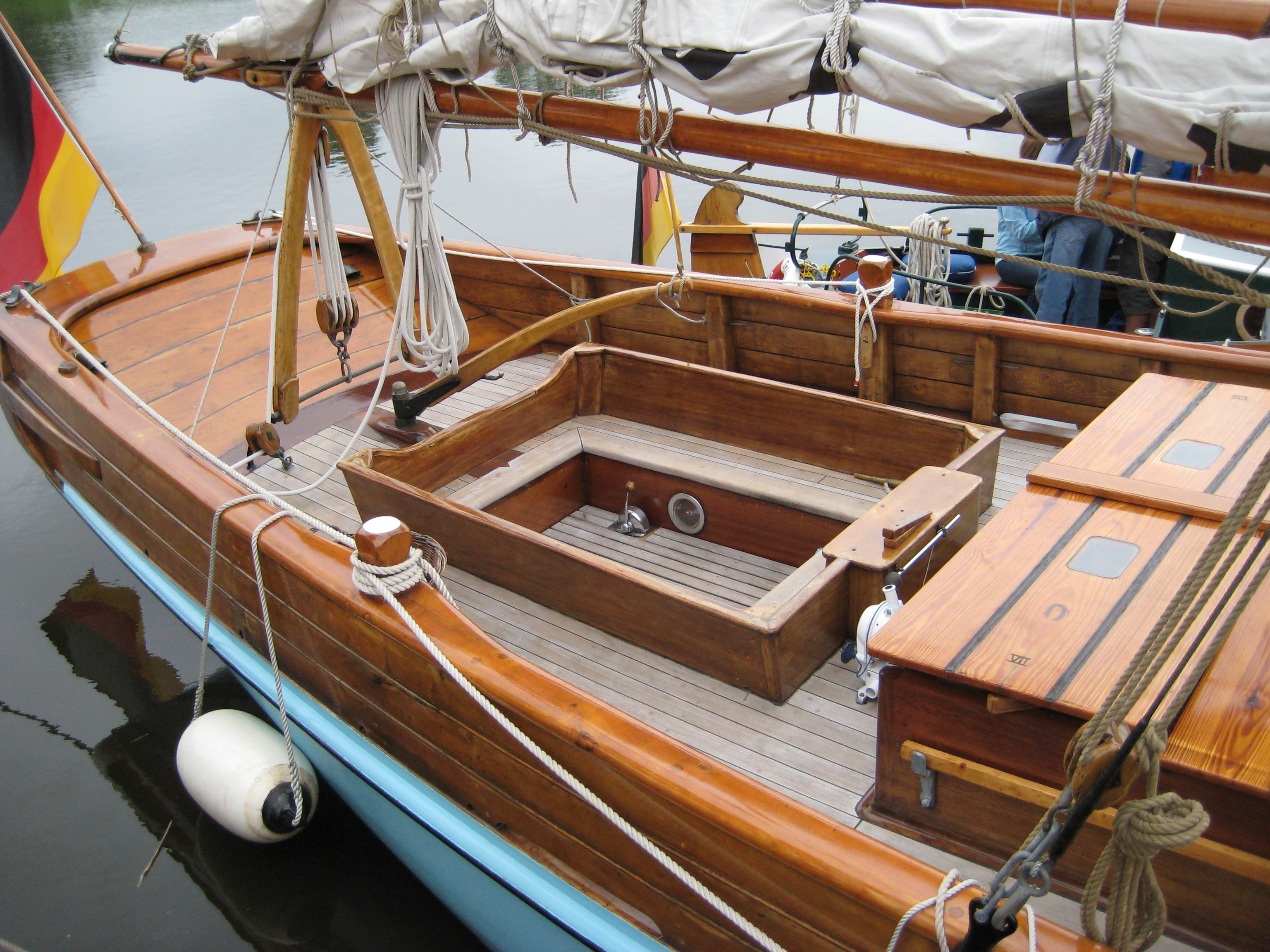
Gångbord på ömse sidor om sittbrunnen i mitten.

Gångbord kallas sedan den tiden, då fartygens övre däck bestod av endast back och skans förenade med gångbord vid relingarna eller i mitten, en så kallad catwalk. Det smala däcket på sidan om sittrummet i en halvdäckad båt, och även ibland däcket på sidan om hytt och sittrum på en heldäckad, kallas gångbord.